# تحكم بالوصول تقديري
تحكم بالوصول تقديري (بالإنجليزية: Discretionary access control)‏ ويختصر إلى DAC في أمن الحاسوب (computer security) هي نوع من الوصول والتحكم بواسطة معيار تقيم نظام الحاسوب الموثوق به (TCSEC) كوسيلة لتقييد الوصول إلى الأبجكت (الكائنات الشيئية البرمجية) (objects) بناء على هوية الموضوعات و / أو المجموعات التي ينتمون إليها